# Arediu
Arediu (gr. Αρεδιού) – wieś w Republice Cypryjskiej, w dystrykcie Nikozja. W 2011 roku liczyła 1225 mieszkańców.